# Navpični dvižni most Arthur Kill
Navpični dvižni most Arthur Kill (angleško Arthur Kill Vertical Lift Railroad Bridge) je železniški navpični dvižni most, ki povezuje Elizabethport v New Jerseyju in pomorski terminal Howland Hook na Staten Islandu v New Yorku v Združenih državah Amerike. Most je leta 1959 zgradila železnica ++Baltimore and Ohio Railroad++, da bi nadomestil nihajni most Arthur Kill Bridge, odprt leta 1890. Vsebuje en sam tir, ki se uporablja predvsem za prevoz smeti iz mesta New York, pa tudi za prevoz tovora do destinacij na zahodnem Staten Islandu. Most je vzporeden z Goethalsovim mostom, ki nosi meddržavno avtocesto 278. Ima najdaljši dvižni razpon med vsemi navpičnimi dvižnimi mostovi na svetu z dvema 66 m stolpoma in 170 m razpon paličja, ki omogoča kanal 152 m. Srednjo visoko vodo premošča na 9,45 m ko je spuščen in 41 m, ko je dvignjen.

## Prvo obdobje uporabe
Po odprtju mostu leta 1959, ko je nadomestil most Arthur Kill, je železniški promet upadel zaradi izgube proizvodnih zmogljivosti na Staten Islandu. Bethlehem Steel se je zaprl leta 1960, U.S. Gypsum leta 1972, U.S. Lines-Howland Hook Marine Terminal leta 1986 in Procter and Gamble leta 1991. Prehod za promet tovornjakov je zmanjšal tudi železniški promet čez most, podružnica železniških storitev North Shore pa je prenehala preko vrste lastnikov. Tri podjetja, ki so imela v lasti North Branch, so bila B&O Railroad, CSX in Delaware Otsego Corporation. Most so videli kot odvečno lastnino. Zadnji tovorni vlak je peljal čez most Arthur Kill Lift leta 1990, podružnica North Shore pa je prenehala delovati do leta 2007.

## Drugo obdobje uporabe
Leta 1994 je New York City Economic Development Corporation (NYCEDC) od CSX kupila dvižni most Arthur Kill in podružnico North Shore. Decembra 2004 sta NYCEDC in pristaniška uprava New Yorka in New Jerseyja napovedala 72 milijonov dolarjev vreden projekt za obnovo mostu in ponovno vzpostavitev tovornega železniškega prometa na Staten Islandu. Popravila so vključevala prebarvanje jekla in sanacijo dvižnega mehanizma. Most je bil pobarvan v kraljevsko modro v poklon B&O. Projekt sanacije je bil zaključen junija 2006.
Čez most je 4. oktobra 2006 prvič po 16 letih zapeljal vlak. To je bila ena lokomotiva, ki je prevzela naloge zamenjave na newyorškem kontejnerskem terminalu, znanem tudi pod starim imenom Howland Hook.
2. aprila 2007 so se začele običajne operacije, ki so vključevale odstranjevanje smeti s postaje Staten Island Transfer Station, kar bi povzročilo približno 90.000 letnih tovorov tovornjakov, preusmerjenih z bližnjega Goethalsovega mostu. 4. oktobra 2007 je Newyorški kontejnerski terminal, ki upravlja Howland Hook, napovedal odprtje železniške storitve na doku, imenovane ExpressRail, prek mostu, z rednimi prevozi Conrail (CRCX), CSX in Norfolk Southern railroads. Leta 2013 je Covanta Energy podpisala pogodbo s sanitarnim oddelkom mesta New York za prevoz zabojnikov s trdnimi odpadki s postaj za prenos v Queensu in Manhattnu do kontejnerskega terminala v New Yorku, kjer jih bodo prenesli v železniške vagone za pošiljanje v elektrarne za odpadke Covanta.
Arthur Kill je pomemben ladijski kanal. Most je običajno v dvignjenem položaju (odprt za ladijski promet), spuščen, da omogoči prehod vlakom. Od leta 2018 predpisi obalne straže ZDA omejujejo spuščanje mostu na dve 15-minutni obdobji na dan, z vnaprejšnjim opozorilom in omejitvami spuščanja med visoko plimo. Conrail, ki vozi Staten Island z enim vlakom na dan, je izjavil, da ne vidijo, da bi ta omejitev vplivala na trenutno raven železniškega prometa, vendar bi lahko postala težava, če bi se promet znatno povečal.

## Galerija slik
- Pogled na tire